# Mistrzostwa Europy juniorów w futbolu amerykańskim
Mistrzostwa Europy juniorów w futbolu amerykańskim – cyklicznie rozgrywane turnieje najlepszych europejskich, młodzieżowych reprezentacji krajowych w futbolu amerykańskim, organizowane od 1992 roku przez Europejską Federację Futbolu Amerykańskiego. Mistrzostwa w 2017 roku zorganizowały dwie zwaśnione frakcje Międzynarodowej Federacji Futbolu Amerykańskiego. Od 2019 roku mistrzostwa organizowane są przez IFAF Europe.

## Wyniki
| Rok   | Kraj                |           | Finał | Finał     | Finał     |       | Mecz o trzecie miejsce | Mecz o trzecie miejsce | Mecz o trzecie miejsce |
| Rok   | Kraj                | Zwycięzca | Wynik | Finalista | Trzeci    | Wynik | Czwarty                |                        |                        |
| 1992  | Francja             | Finlandia | 16-7  | Francja   | Włochy    | 40-0  | Wielka Brytania        |                        |                        |
| 1994  | Niemcy              | Finlandia | 37-16 | Niemcy    | Szwecja   | 30-0  | Francja                |                        |                        |
| 1996  | Niemcy              | Finlandia | 24-7  | Szwecja   | Niemcy    | 41-14 | Hiszpania              |                        |                        |
| 1998  | Niemcy              | Niemcy    | 26-8  | Francja   | Finlandia | 34-6  | Rosja                  |                        |                        |
| 2000  | Niemcy              | Niemcy    | 19-0  | Rosja     | Austria   | 10-0  | Finlandia              |                        |                        |
| 2002  | Wielka Brytania     | Rosja     | 26-20 | Niemcy    | Austria   | 30-21 | Francja                |                        |                        |
| 2004  | Rosja               | Francja   | 17-14 | Niemcy    | Austria   | 29-7  | Rosja                  |                        |                        |
| 2006  | Szwecja             | Francja   | 28-21 | Niemcy    | Austria   | 42-13 | Szwecja                |                        |                        |
| 2008  | Hiszpania           | Niemcy    | 9-6   | Szwecja   | Francja   | 28-14 | Dania                  |                        |                        |
| 2011  | Hiszpania           | Austria   | 24-14 | Francja   | Szwecja   | 21-14 | Niemcy                 |                        |                        |
| 2013  | Niemcy              | Austria   | 21-12 | Francja   | Niemcy    | 48-18 | Dania                  |                        |                        |
| 2015  | Niemcy              | Austria   | 30-22 | Niemcy    | Dania     | 14-0  | Francja                |                        |                        |
| 2017* | Francja IFAF Paris  | Austria   | 17-7  | Francja   | Niemcy    | 50-0  | Włochy                 |                        |                        |
| 2017* | Dania IFAF New York | Szwecja   | 26-14 | Dania     | Finlandia |       | -                      |                        |                        |
| 2019  | Włochy              | Austria   | 28-0  | Szwecja   | Francja   | 42-10 | Dania                  |                        |                        |
| 2022  | Austria             | Austria   | 13-10 | Szwecja   | Dania     | 3-0   | Francja                |                        |                        |
| 2023  | Europa              | Austria   | 42-24 | Szwecja   | Finlandia | 28-22 | Dania                  |                        |                        |

* Rozłam w IFAF, mistrzostwa organizowały obydwie frakcje.